# Nic Claxton
Nicolas Devir "Nic" Claxton, född 17 april 1999 i Greenville i South Carolina, är en amerikansk professionell basketspelare (C) som spelar för Brooklyn Nets i National Basketball Association (NBA).
Han draftades av Brooklyn Nets i andra rundan i 2019 års draft som 31:a spelare totalt.
Innan Claxton blev proffs studerade han på University of Georgia och spelade för deras idrottsförening Georgia Bulldogs.